# Гаксберген
Гаксберген ( нід. вимова: [ˈɦaːɡzbɛrɣə(n)] ( прослухати)) — муніципалітет і місто на сході Нідерландів, у провінції Оверейсел, у регіоні Твенте.
через муніципалітет Гаксберген протікає річка Бурсербек.

### Топографія
Голландська топографічна карта Гаксбергена (місто), червень 2014 року.

## Аварія на трасі Гаксберген
28 вересня 2014 року монстр-трак врізався в натовп.  Повідомляється, що троє відвідувачів загинули, серед них одна дитина.   За словами тодішнього мера Гаксбергена, дванадцять людей отримали поранення.

## Відомі жителі

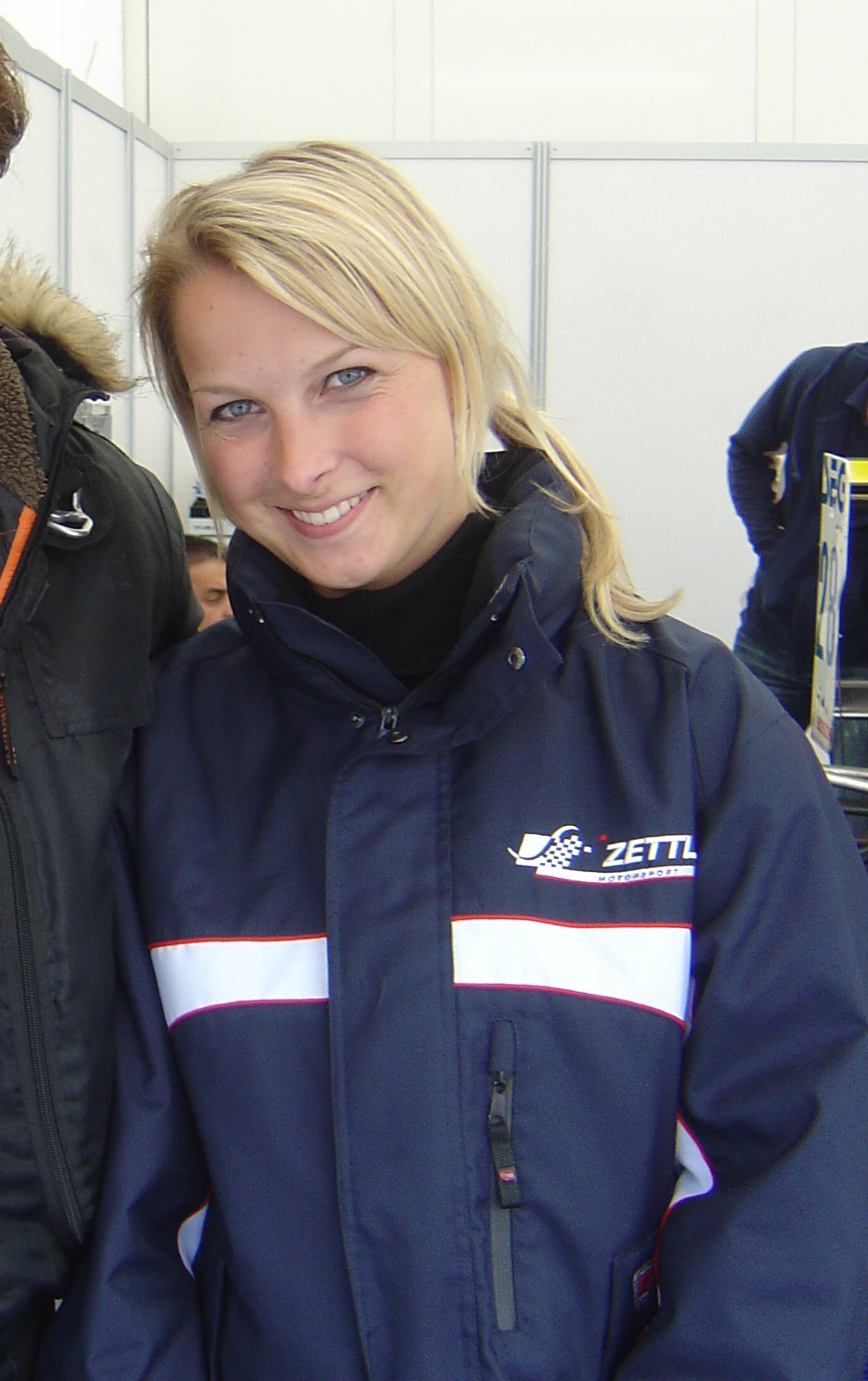
Ширлі ван дер Лоф, 2009

### Спорт
- Енді Шармін (1967–1989) — суринамсько-нідерландський футболіст
- Ерік тен Гаґ (1970 р.н.) колишній футболіст і тренер
- Ширлі ван дер Лоф (1986 р.н.) - водій на перегонах

## Галерея

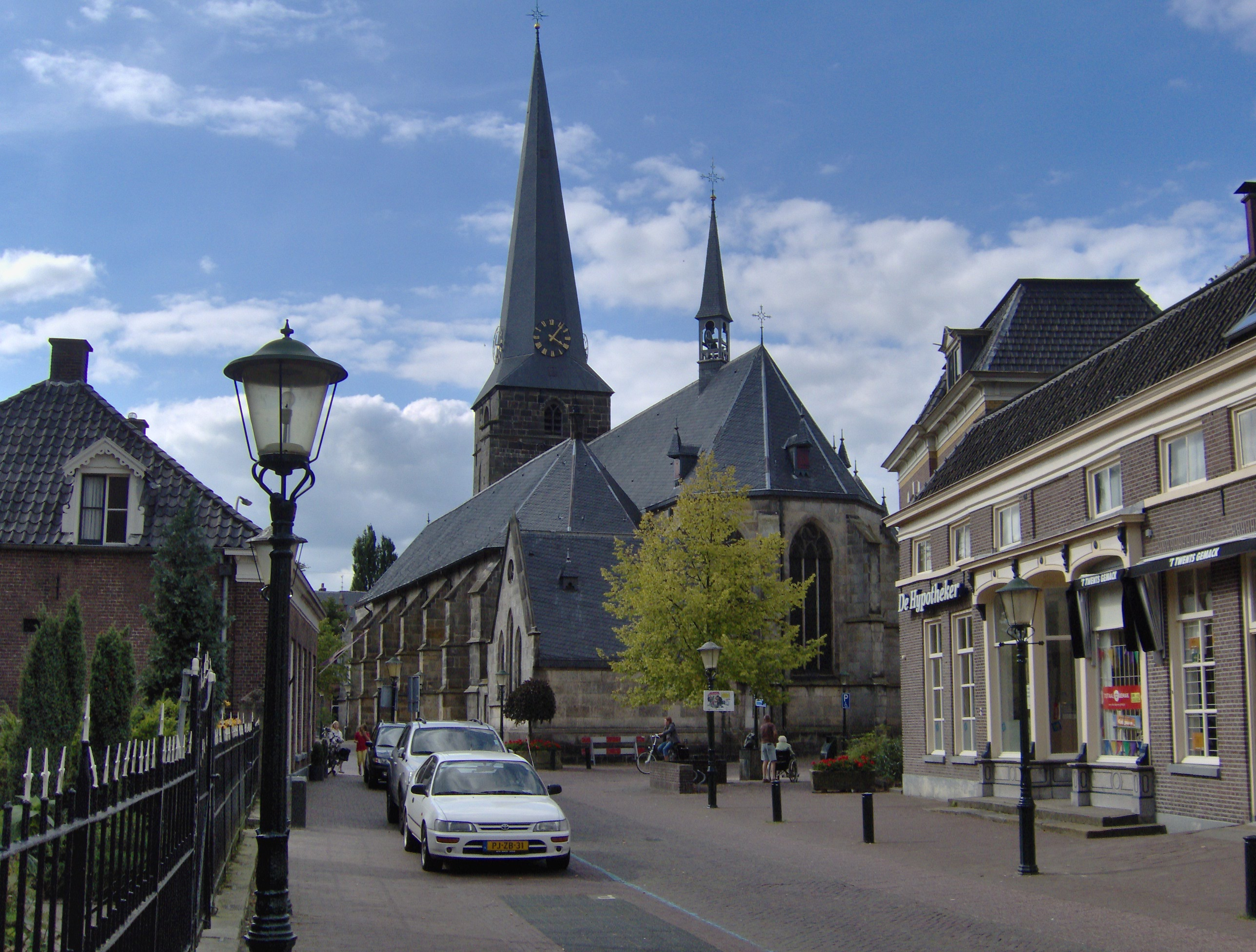
Церква Панкратія в центрі Гаксбергена
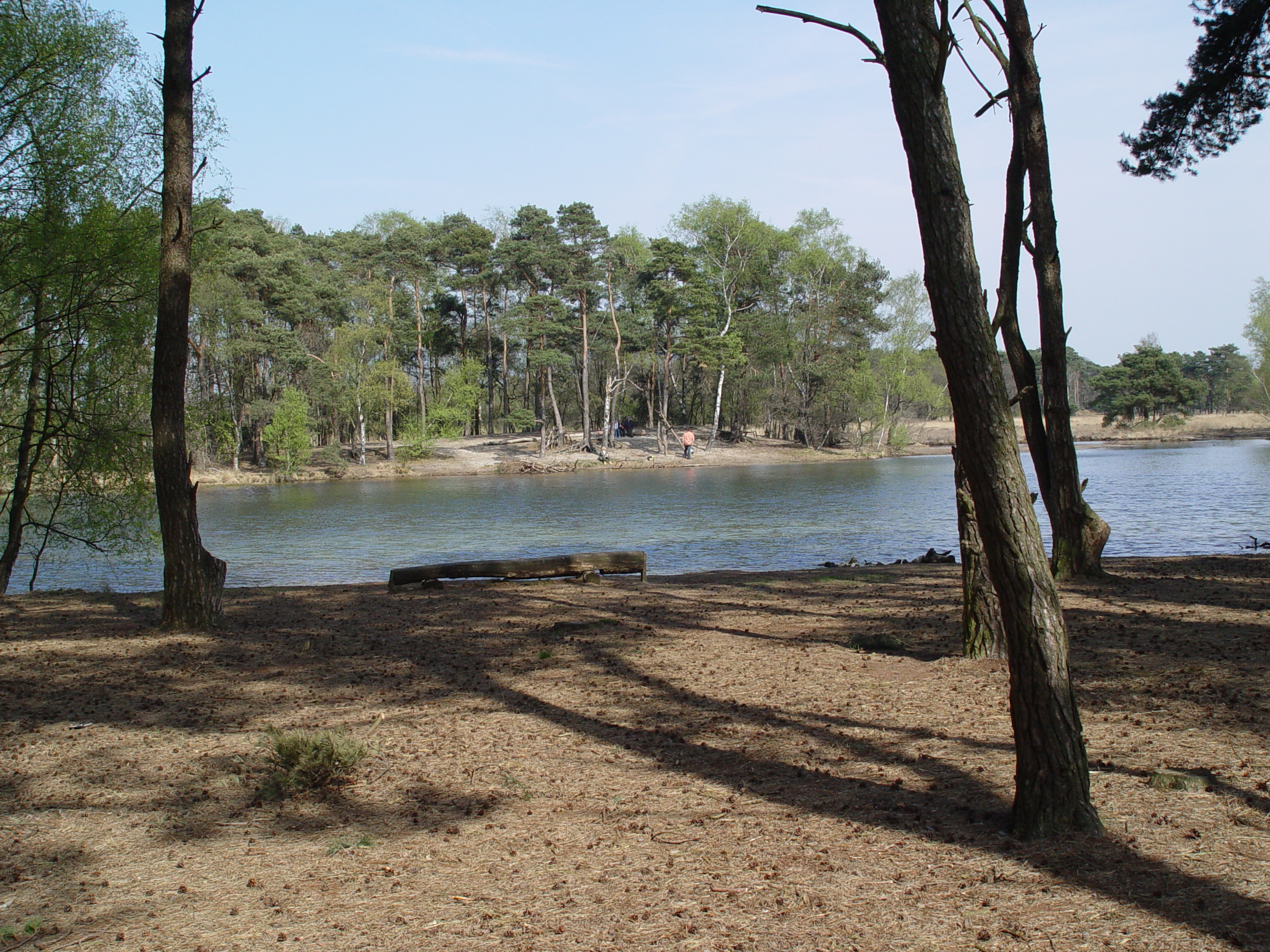
Типовий ландшафт в околиці
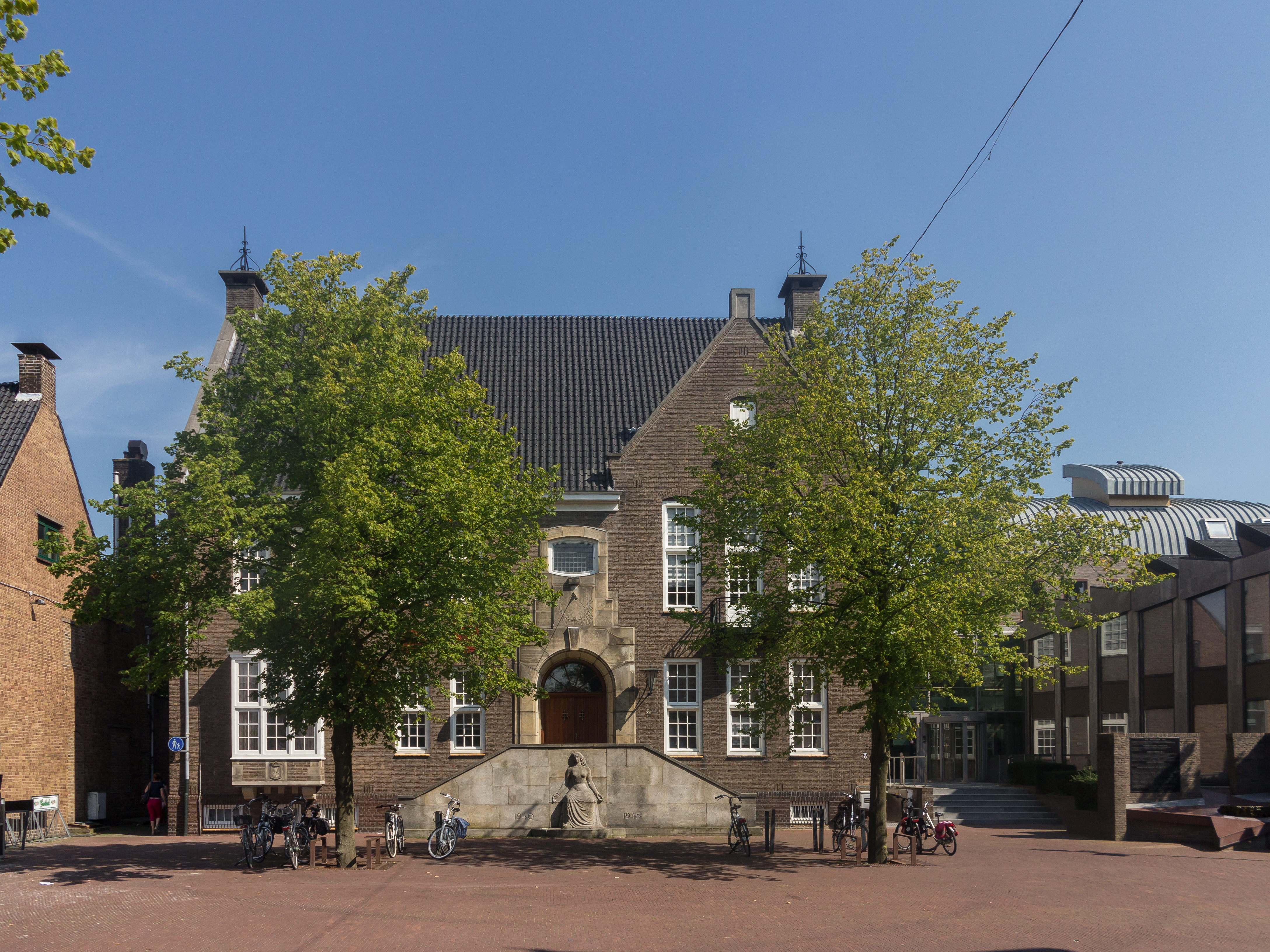
Ратуша Гаксбергена
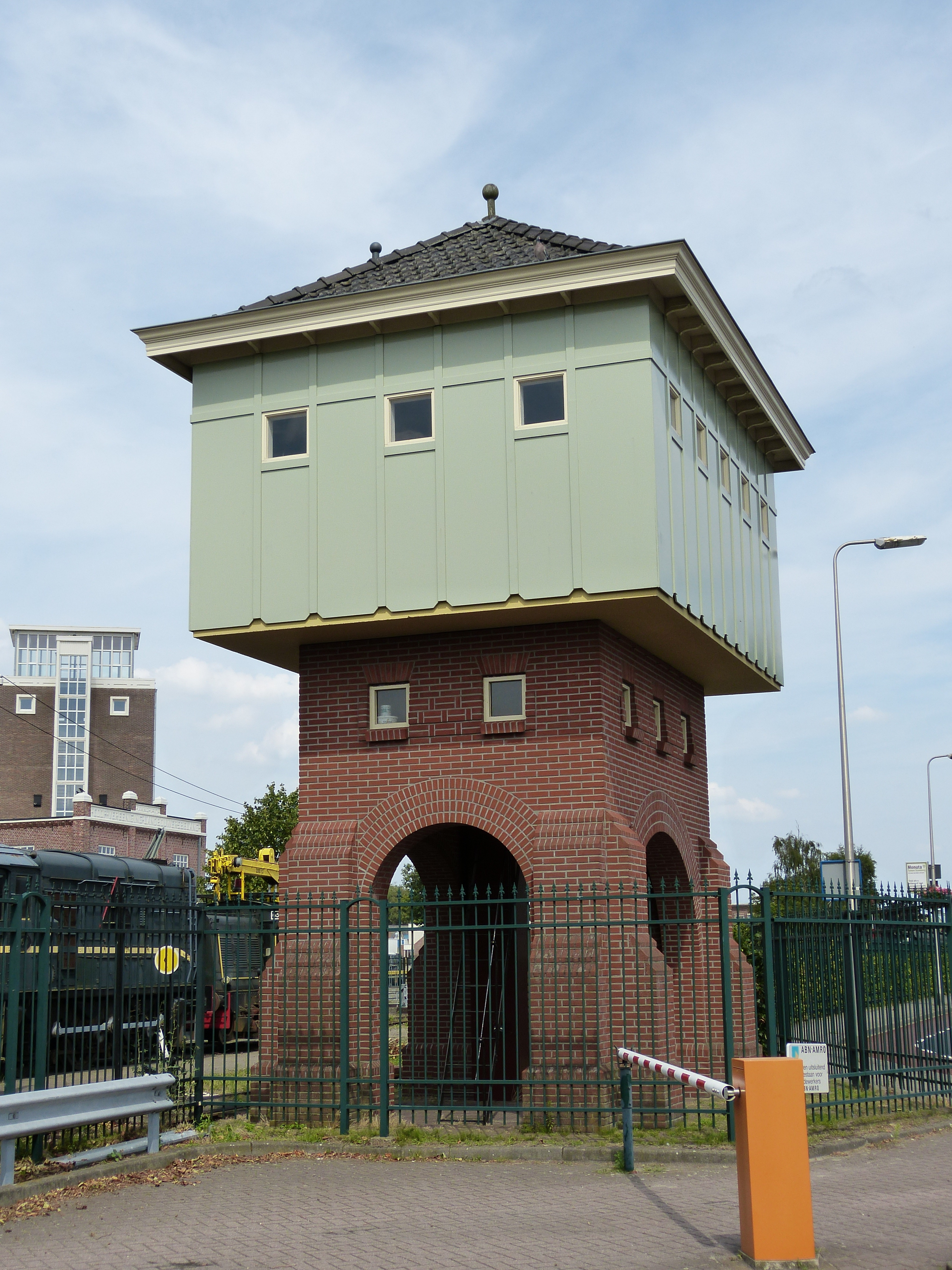
Водонапірна вежа на залізниці в Гаксбергені
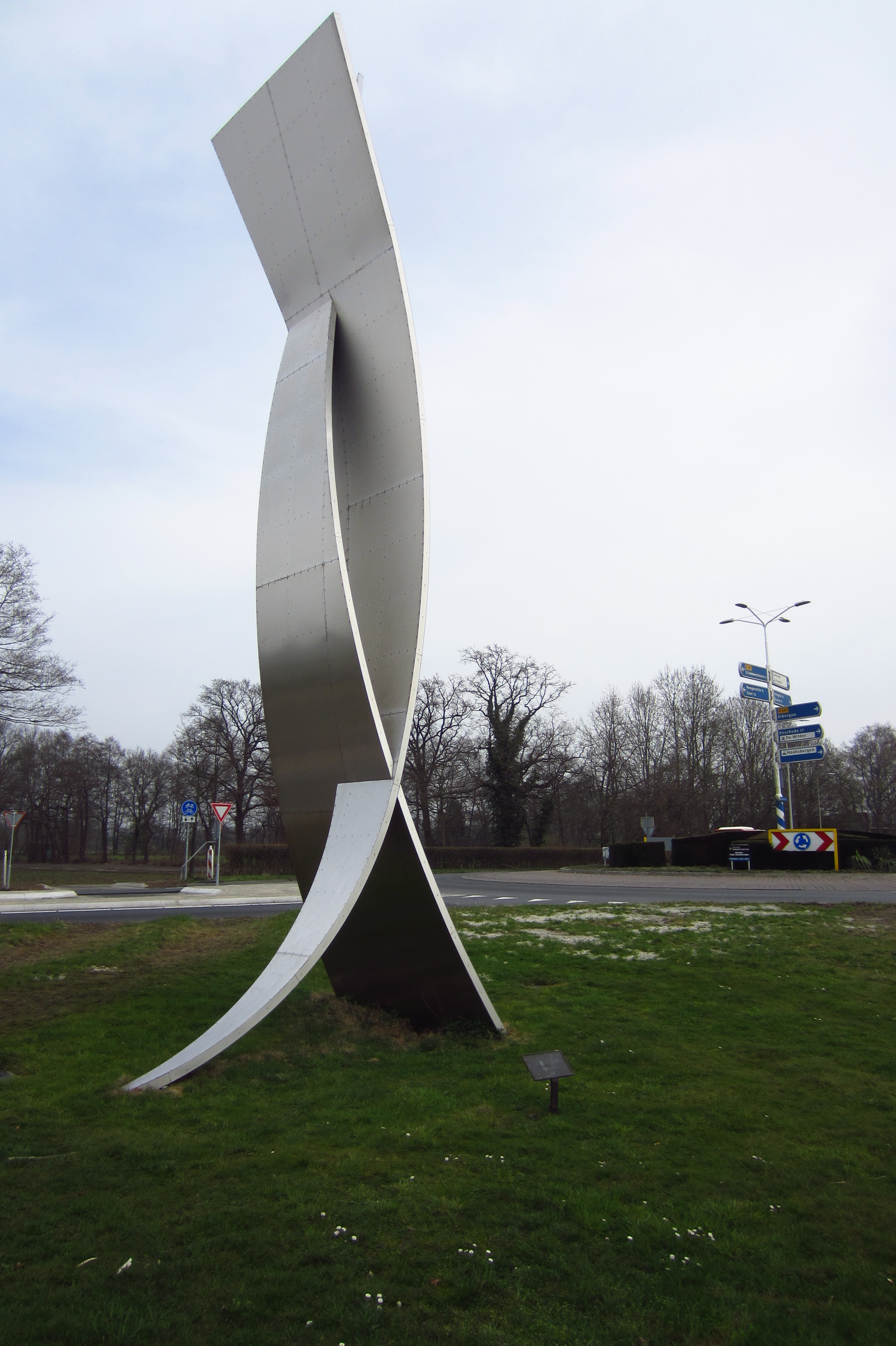
Скульптура Ганса Морсельта, 1995

## Зовнішні посилання
- Вікісховище має мультимедійні дані за темою: Гаксберген</img>
- Офіційний веб-сайт [Архівовано 25 листопада 2020 у Wayback Machine.]